# Estació de ferrocarril de Llagostera
L'Estació de ferrocarril de Llagostera és una estació de ferrocarril a la ciutat de Llagostera que formava part de la línia de ferrocarril de Sant Feliu de Guíxols a Girona, la qual va estar en servei entre 1892 i 1969.

## Descripció
L'estació es troba en el quilòmetre 20,756 de la línia. Es tracta d'un edifici aïllat que servia de sala de viatges i habitatge del cap d'estació i la seva família. L'edifici és de planta rectangular i coberta a dues vessants entrecreuades, amb utilització de teula plana. En destaquen els grans ràfecs i decoracions de terra-cuita en els careners. El sòcol, les cantonades i l'entorn de les obertures són d'obra vista. L'edifici annex de serveis s'ha conservat.
Aquest mateix tipus constructiu d'estació hom el pot trobar al llarg de tots els pobles de la línia d'aquell ferrocarril.

## Història
La línia de ferrocarril de Sant Feliu de Guíxols a Girona arriba a Llagostera l'any 1889. Aquest ferrocarril fou inaugurat el 30 de juny de 1892. Va néixer per iniciativa de dos emprenedors guixolencs, Joan Cases i Arxer i Enric Heriz i Campaneria, que veien necessari aquest mitjà per prosseguir el desenvolupament comercial de la regió que havia propiciat la indústria surera. La línia rivalitzava amb la del carrilet de Palamós, i substituïa les velles tartanes. L'Ajuntament de Sant Feliu fou l'impulsor de la inversió que comportaria l'aparició de totes les estacions del seu recorregut. El tren contribuí al desenvolupament econòmic de la població. A més, el transport de mercaderies era utilitzat per a viatges d'esplai i vacances. Deixà de funcionar l'onze d'abril de 1969.
El projecte inicial considerava aquesta estació de segona categoria, ja que el volum de mercadereies que es movia era relativament baix. Tot i així, tret de les dues estacions termini (Sant Feliu i Girona), la de Llagostera i la de Cassà eren les més importants de la línia.
Des de principis dels anys trenta, el cap d’estació era Joan Mir, representant d'Esquerra Republicana de Catalunya a l’ajuntament. Durant la Guerra Civil va fer de regidor, al costat de Jaume Vila i Soteras, que en va ser alcalde, fins que l’ensulsiada de la República el va dur a l’exili el 1939. Va establir-se prop de Perpinyà.
Entre 1950, i fins al tancament de la línia al 1969, el cap d'estació era Joan Vall-llosera Funosas.